# استفانو سالوی
استفانو سالوی (انگلیسی: Stefano Salvi؛ زادهٔ ۲ ژانویهٔ ۱۹۸۷) در شهر رم به دنیا آمده است و بازیکن فوتبال اهل ایتالیا است.
وی ۱.۸۰ سانتیمتر قد دارد و پیت تخصصی او هافبک میانی میباشد او فوتبال خود را از تیم جوانان باشگاه ورزشی لاتزیو و باشگاه فوتبال اینتر میلان آغاز کرده است .